# Alexandre Cantacuzène
Alexandre Cantacuzène (en grec moderne : Αλέξανδρος Καντακουζηνός) est né à Iași, en Moldavie, en 1787, et décédé à Athènes, en Grèce, en 1841. C'est un aristocrate, un militaire et un homme politique grec d'origine phanariote.

## Famille
Issu de la famille Cantacuzène, le prince Alexandre est le fils du boyard  Mathieu Cantacuzène (v. 1750–v. 1817) et de sa femme la princesse Ralou Callimachis (1763-1837).
Alexandre épouse Élisabeth Darahan, une petite-nièce de Kirill Razoumovski (1728-1803), dernier Hetman d'Ukraine. De ce mariage naissent sept enfants :
- Elpis (Nadine) Cantacuzène (v. 1820-1883), qui épouse le général Skarlatos Soutsos (1808–1887). Ce sont les parents de Dimitrios Soutsos (1846-1904), maire d'Athènes, et d'Élisabeth Soutsos (1837-1887), femme de lettres ;
- Hélène Cantacuzène (1819–1845), qui s'unit au comte Maurice O'Donnell of Tyrconnell ;
- Mathieu Cantacuzène (1809–1842) ;
- Michel Cantacuzène (1812–1881), militaire grec et homme politique roumain, qui épouse la comtesse Louise von Armansperg (v 1817–1835), fille aînée du comte Josef Ludwig von Armansperg, régent de Grèce ;
- Alexandre Cantacuzène (1813-1884), plusieurs fois ministre en Roumanie ;
- Dimitri Cantacuzène (1817–1877), militaire grec, qui épouse la comtesse Sophia von Armansperg, 2ème fille du comte Josef Ludwig von Armansperg et sœur de la comtesse Louise ci-dessus, régent de Grèce.

## Biographie
Alexandre Cantacuzène partage son enfance entre l'actuelle Roumanie et l'Empire russe. Adulte, il devient chambellan à la cour du tsar. En 1821, il rejoint les troupes d'Alexandre Ypsilántis et participe à la guerre d'indépendance grecque. Il combat lors de la libération de Monemvasia et du siège de Tripolizza. 
Une fois l'indépendance de la Grèce reconnue, il acquiert d'importants domaines dans la région d'Athènes.